# Uprchlický tábor Jarmúk
Jarmúk (arabsky Mukhajam al-Jarmúk, مخيم اليرموك) je tábor pro palestinské utečence. Tábor leží v Sýrii nedaleko Damašku. Byl založen v roce 1957 a má rozlohu 2,11 km². Před začátkem války v něm žilo okolo 150 000 lidí a byl největším palestinským uprchlickým táborem. Úřad OSN pro palestinské uprchlíky na Blízkém východě ho přesto neřadí mezi oficiální tábory, protože v něm jsou stálá zděná obydlí, fungují zde čtyři nemocnice a více než dvě desítky škol.
Od července 2013 probíhají v táboře a okolí intenzivní boje, v nichž se Lidová fronta pro osvobození Palestiny - Hlavní velení postavila na stranu prezidenta Asada proti povstalcům. Většina civilistů tábor opustila, zbytek žije v podmínkách akutního nedostatku základních životních potřeb. V dubnu 2015 ovládla tábor skupina Islámský stát.